# Floda landskommun, Dalarna
För landskommunen med detta namn i Södermanland, se Floda landskommun, Södermanland.
Floda landskommun var en tidigare kommun i dåvarande Kopparbergs län (numera Dalarnas län).

## Administrativ historik
I Floda socken i Dalarna inrättades denna kommun år 1863.
Landskommunen ingår sedan 1971 i Gagnefs kommun.

### Kyrklig tillhörighet
I kyrkligt hänseende tillhörde kommunen Floda församling.

## Kommunvapen
Blasonering: I fält av silver tre blåklockor ordnade två och en, med gröna foderblad.
Vapnet fastställdes 1947.

## Geografi
Floda landskommun omfattade den 1 januari 1952 en areal av 398,40 km², varav 375,20 km² land.

### Tätorter i kommunen 1960
| Tätort     | Folkmängd |
| ---------- | --------- |
| Dala-Floda | 878       |
| Björbo     | 653       |

Tätortsgraden i kommunen var den 1 november 1960 60,3 procent.

## Politik

### Mandatfördelning i valen 1938-1966
| 14 | 6 | 3 | 2 |

| 24 |

| 13 | 6 | 6 |

| 25 |

| 13 | 5 | 7 |

| 24 |

| 13 | 12 |

| 23 |

| 13 | 8 | 4 |

| 24 |

| 13 | 6 | 6 |

| 24 |

| 12 | 7 | 6 |

| 23 |

| 11 | 7 | 2 | 5 |

| 23 |